# 법조윤리
법조윤리(法曺倫理, professional responsibility of lawyers)란 변호사, 검사, 판사 등 법조인에게 요구되는 직업윤리를 말한다. 이에는 변호 기본의무, 판사의 직무와 윤리, 검사의 직무와 윤리 등이 포함된다. 판사와 검사는 공무원 신분이고 공무원에게는 공무원 직업윤리가 적용되는 점에서 변호사와 구별되고 있다.

## 한국의 법조윤리
변호사법， 변호사윤리장전(대한변협이 제정, 7개의 윤리강령과 5장 38조항의 윤리규범)으로 나뉘며 윤리강령은 추상적이고 선언적이며 이념적 성격을 가지고 있고, 윤리규직은 윤리강령의 정신을 구체화하고 있음 주의할 점은 윤리강령 위반시에도 그 변호사에게 책임을 물을 수 있다.

### 변호사의 기본적인 의무
변호사는 의뢰인의 관계에서 성실의무, 비밀유지의무, 이익충돌 회피의무 등을 지고 있으며, 광고와 의뢰인의 유치, 보수산정에서 윤리규정을 따르도록 강제되어 있다. 변호사는 공익활동을 할 의무가 부과되어 있으며 이런 윤리를 어길시 변호사협회를 통해 징계를 받을 수 있다. 미국에서는 변호사와 의뢰인 사이의 관계를 단순한 위임계약으로 보지 않고 신인의무 (fiduciary duty, 성실의무)를 부담하는 지위와 계약의 혼합으로 이해하나, 우리나라의 경우 위임의 계약관계로 이해하고 있어서 원칙적으로 계약관계가 있어야만 변호사 · 의뢰인 관계가 성립한다.

##### 성실의무
성실한 직무수행은 근면성만을 의미하지 않고 전문가의 적격성을 갖출 것을 요하며 여기서 적격성이란 법적 지식과 기술의 업무능력을 갖추고, 철저한 준비를 통하여 업무에 충실함을 의미한다.
변호사의 신분적 지위와 직무수행의 방법과 한계, 의뢰인에 대한 의무의 목적과 성격 등을 종합하면, 변호사는 의뢰인이나 그의 대리인으로부터 위임된 소송의 소송물 또는 공격방어방법, 후속 분쟁 발생 가능성 등의 측면에서 위임사무 수행과 밀접하게 관련된 법률적 문제에 관하여 구체적인 질의를 받은 경우에는, 그것이 직접적인 수임사무는 아니더라도 해당 질의 사항이 가지고 있는 법률적인 문제점, 그들의 선택에 따라 향후 발생할 수 있는 상황과 현재 수행하는 소송에 미칠 영향, 만일 형사처벌이 문제 될 여지가 있다면 그 위험성 등을 당시 인식할 수 있었던 상황과 법률전문가로서 통상적으로 갖추고 있는 법률지식의 범위에서 성실히 답변하여야 한다. 그리고 만약 그러한 질의 사항이 자신의 법률지식과 경험 범위를 벗어난 것이어서 답변하기 어렵다고 판단되거나 그에 관하여 일반적이거나 확립된 견해와 다른 입장을 갖고 있다면, 의뢰인이나 그의 대리인에게 다른 법률전문가에게도 상담을 받도록 조언하거나 적어도 이를 알림으로써 숙고하여 선택할 수 있는 기회를 부여해야 한다.

##### 품위유지의무
변호사법 제24조에 명시되어 있으며 여기서 품위란 법률전문직으로서 직무수행에 필요한 인품이다. 윤리규칙 제2조 기본윤리에서는 변호사는 직무의 내외를 불문하고 품위를 해하여서는 아니된다고 명시하고 있다. 예를 들어 변호사가 구치소 변호인접견실에서 수용자를 접견하던 중 담배를 피우게 한 경우 이는 품위손상행위에 해당한다. 경매 중인 부동산에 관하여 근저당권을 양수하는 행위, 의뢰인에 대한 채권을 회수하고자 실제 채권액을 훨씬 초과하는 약속어음을 교부하고 이를 공증받아 채권을 압류한 행위 등은 정상적인 변호사업무 활동을 벗어난 것으로서 변호사로서 품위를 손상하는 행위이다. 변호사가 간첩의 형사사건 기록을 열람하면서 그 증거물 압수조서를 임의로 필사하여 일본대사관 직원에게 상세히 알려준 것은 일본정계 및 일본 재야법조계의 비난을 야기시켜 품위손상행위이다.

##### 공익활동의무
변호사법 제27조, 대한변협 회칙 제9조의2, 윤리규칙 제5조에 따라 매년 일정시간 공익활동에 종사하여야 한다.

##### 비밀유지의무
의무의 예외로 의뢰인의 범죄행위로 인하여 생명이나 신체가 피해가 갈 수 있다면 비밀유지의무의 면제가 인정되는 중대한 공익상의 이유가 있는 경우에 해당한다. 변호사가 수임사무와 관련된 영문서류 작성을 다른 전문업체에 맡기는 경우 의뢰인의 묵시적 동의가 있다면 비밀유지의무 위반에 해당하지 않는다. 변호사는 수임받은 사건뿐만 아니라 수임받은 사건이 아니라도 의뢰인의 과거 범죄 행위에 대하여 비밀유지의무가 있다.

##### 직무상 의무
1. 장부의 작성 보관: 하지만 준회원은 법률사건 또는 법률사무에 관한 수임장부를 작성하여 보관할 의무가 없다.[4]
2. 등록의무: 변호사로서 개업을 하려면 대한변호사협회에 등록을 하여야 한다. 대한변호사협희는 등록심사위원회의 의결을 거쳐 등록을 거부할 수 있다.
3. 사무소개설 및 폐쇄 신고의무: 법률사무소를 이전한 경우, 일시 휴업한 경우에는 지체 없이 소속 지방변호사회와 대한변호사협회에 신고하여야 한다. 변호사는 폐업하려면 소속 지방변호사회를 거쳐 대한변호사협회에 등록취소를 신청하여야 한다. 어떠한 명목으로도 둘 이상의 법률사무소를 둘 수 없다. 따라서 변호사가 세무사를 겸업하기 위하여 법률사무소와 별도의 독립된 세무사사무소를 두는 것은 불가하며 다른 도시에 법률사무소를 두고 자신의 집에서 사건 수임하는 것도 허용되지 않는다. 다만 120 m 정도 떨어진 사무실을 별도의 주사무실로 볼 수 있는 여부에 대해 종합적으로 고려하여 결정하야 한다고 대한변협 결정문을 밝히고 있다.행정사의 자격을 갖춘 변호사 사무원이 행정사 사무소를 별도로 개설하는 것은 별도의 사무소를 개설하는 것이므로 이중사무소 금지에 해당한다.

##### 변호사의 진실의무
변호인이 적극적으로 피고인 또는 피의자로 하여금 허위진술을 하도록 하는 것이 아니라 단순히 헌법상 권리인 진술거부권이 있음을 알려 주고 그 행사를 권고하는 것을 가리켜 변호사로서의 진실의무에 위배되는 것이라고 할 수 없다는 판결이 있다. 또한 타인의 형사사건과 관련하여 수사기관이나 법원에 제출하거나 현출되게 할 의도로 법률행위 당시에는 존재하지 아니하였던 처분문서, 즉 그 외형 및 내용상 법률행위가 그 문서 자체에 의하여 이루어진 것과 같은 외관을 가지는 문서를 사후에 그 작성일을 소급하여 작성하는 것은, 가사 그 작성자에게 해당 문서의 작성권한이 있고, 또 그와 같은 법률행위가 당시에 존재하였다거나 그 법률행위의 내용이 위 문서에 기재된 것과 큰 차이가 없다 하여도 증거위조죄의 구성요건을 충족한다.

##### 수임관련 의무
1. 연고 관계 등의 선전금지
2. 수임제한
3. 계쟁권리의 양수금지
4. 독직행위의 금지
5. 변호사가 아닌 자와의 동업금지
6. 사건유치 목적의 출입금지 등
7. 재판 수사기관 공무원의 사건 소개금지

##### 당사자의 동의가 있으면 수임이 허용되는 사건
- 수임하고 있는 사건의 상대방이 위임하는 다른 사건[7]
- 자신과 친족 관계가 있는 다른 변호사가 수임하고 있는 사건에서 대립되는 당사자로부터 사건을 수임하는 경우[8]
- 의뢰인의 상대방으로부터 다른 사건을 수임하는 경우[9]
- 위임사무가 종료된 후 종전 사건과 동일하거나 본질적으로 관련된 사건에서 대립되는 당사자로부터 사건을 수임하는 경우[10]
- 수인의 변호사가 공동 사무소를 개설하고 있는 경우에 그 사무소 구성원들이 쌍방 당사자의 사건을 수임하는 경우[11]

##### 수임이 금지된 사건
당사자 한쪽으로부터 상의를 받아 그 수임을 승낙한 사건의 상대방이 위임하는 사건
공무원 조정위원 또는 중재인으로서 직무상 취급하거나 취급하게 된 사건회사정리사건을 담당하여 회사의 하도급계약 체결을 허가한 후 하도급계약에 대한 대금 청구소송을 대리하는 것이나 의문사진상규명위원회에서 상임위원으로 재직하면서 업무 전반에 관여했던 변호사가 의문사 피해자 유족을 대리하여 형사 재심사건및 국가에 대한 손해배상청구 사건을 수임한 것을 위법하다고 보았다.
판사로서 취급한 형사사건
1. 당직판사로서 영장업무를 수행한 사건
2. 구속적부심 단계에서 취급한 사건
3. 소속 재판부에 사건배당은 되었으나 기일이 지정되지 않았던 사건
4. 기일이 지정되었으나 실제로 공판에 관여하지 않은 사건

판사로서 취급한 민사사건
1. 가압류결정한 사건: 경매담당 판사로서 경매개시 결정, 입찰명령, 감정평가명령을 내린 후 후임 담당판사가 절차를 진행한 경우
2. 소장 송달되지 않아 연기한 사건: 송달불능사유로 기일이 변경된 후 그 재판에 관여하지 않은 경우
3. 변론기일 지정만 한 사건: 한 번도 심리한 사실 없이 1회 변론기일만 정한 경우

- 변호사가 공무원 또는 중재인이나 공정증서 작성사무에 관여한 사건, 친척이 담당 공무원으로서 처리하는 사건, 현재 수임하고 있는 사건과 이해가 저촉되는 사건[18]

- 동일 사건에서 이익이 서로 충돌되는 2인 이상의 당사자를 동시에 대리하거나 변론하는 사건[19]

#### = 수임이 가능한 사건
반면 변호사가 과거 판사로 재직 중 직·간접적으로 관여하지 않았으나, 같이 근무하는 동료판사로부터 이야기를 들어 내용을 아는 정도는 직무상 취급한 것이 아님.

### 관련 법규

##### 변호사의 윤리
- 변호사윤리장전
- 변호사법
- 변호사법 시행령
- 외국법자문사법
- 외국법자문사법 시행령
- 대한변호사협회 회칙
- 변호사업무광고규정
- 인터넷등을이용한변호사업무광고기준
- 변호사연수규칙
- 공익활동등에관한규정
- 변호사징계규칙

##### 법관의 윤리
- 법관윤리강령
- 법관징계법

##### 검사의 윤리
- 검사윤리강령
- 인권보호수사준칙
- 검사징계법

### 사무직원
변호사는 법률사무소에 사무직원을 둘 수 있다. 변호사윤리장전은 사무직원은 지방변호사회 규칙이 정하는 수를 두어야 하고 사건유치를 주된 목적으로 하는 사무규칙을 채용할 수 없으며, 사무직원의 보수를 사건유치에 대한 성과급으로 정해서는 아니 되며, 사무직원 채용시에 다른 변호사와 경쟁하거나 신의에 반하는 행위를 금하고 있다.

### 변호사의 광고
자기 또는 그 구성원의 학력, 경력, 주요 취급 업무, 업무 실적, 그 밖에 그 업무의 홍보에 필요한 사항을 신문, 잡지, 방송, 컴퓨터통신 등의 매체를 이용하여 광고할 수 있다.

##### 광고 종류의 제한
1. 변호사의 업무에 관한 객관적 사실에 부합하지 아니하거나 허위의 내용을 표시한 광고: 미국 유학경험이 전무한 변호사가 예일대 로스쿨 박사학위 소지자라고 광고하는 경우
2. 객관적 사실을 과장하거나 사실의 일부를 누락하는 등으로 고객을 오도하거나 고객으로 하여금 객관적 사실에 관하여 오해를 불러일으킬 우려가 있는 내용의 광고: 연수원 수석 졸업자라고 광고하는 경우 (당시에는 연수원 졸업생이 2명 뿐이였음)
3. 승소율, 석방율 기타 고객으로 하여금 업무수행결과에 대하여 부당한 기대를 가지도록 하는 내용의 광고: 승소율 100%, 석방율 100% 맡기기만 하면 풀려난다고 광고하는 경우
4. 다른 변호사를 비방하거나 다른 변호사나 그 업무의 내용을 자신의 입장에서 비교하는 내용의 광고: 변호사 G는 고객의 돈에만 관심이 있는 장사치임
5. 특정사건과 관련하여 당사자나 이해관계인(당사자나 이해관계인으로 예상되는 자 포함)에 대하여 그 요청이나 동의 없이 방문, 전화, 팩스, 우편, 전자우편, 문자 메시지 송부, 기타 이에 준하는 방식으로 접촉하여 당해 사건의 의뢰를 권유하는 내용의 광고. 다만, 소속지방변호사회의 허가를 받은 경우에는 그러하지 아니하다.: (지방변호사회에 허락없이) 교통사고 피해자의 카톡에 메시지를 보내, "지금 빨리 소송을 시작하여 당신의 권리를 찾으십시오 변호사 로빈후드"라고 소송을 권유하는 경우
6. 부정한 방법을 제시하는 등 변호사의 품위 또는 신용을 훼손할 우려가 있는 내용의 광고: 정관 로비스트로 이름을 날린 변호사라고 광고하는 경우
7. 국제변호사 기타 법적 근거가 없는 자격이나 명칭을 표방하는 내용의 광고: 국제변호사 세계로 (사실 싱가폴 변호사임)
8. 과거에 취급하였거나 관여한 사건이나 현재 수임중인 사건 또는 의뢰인(고문 포함)을 표시하는 내용의 광고. 다만, 의뢰인이 동의하거나, 당해 사건이 널리 일반에 알려져 있거나 의뢰인이 특정되지 않는 경우 등 의뢰인의 이익을 해칠 우려가 없는 경우에는 그러하지 아니하다.: XXX 탄핵심판을 담당한 법률팀 출신이라고 광고하는 경우
9. 기타 법령 및 대한변호사협회(이하 “협회”)의 회칙이나 규정에 위반되는 내용의 광고

##### 광고 방법의 제한
1. 변호사는 현재 및 과거의 의뢰인(법인 기타 단체인 경우, 담당 임 •직원 포함), 친구, 친족 및 이에 준하는 사람 이외의 사람을 방문하거나 전화를 거는 방법으로 광고를 하여서는 안 된다. 다만, 상대방의 동의나 요청이 있는 경우에는 예외로 한다.
2. 변호사는 불특정다수인에게 팩스, 우편, 전자우편 또는 문자메시지 등을 보내거나 이에 준하는 방법을 이용하여 광고를 하여서는 안 된다. 다만, 소속 지방변호사회의 허가를 받은 경우에는 그러하지 아니하다.
3. 변호사는 광고이면서도 광고가 아닌 것처럼 가장하는 방법으로 광고를 하여서는 아니 된다.
4. 변호사는 광고 대상자에게 의례적인 범위를 넘는 금품 기타의 이익을 공여하거나 공여할 것을 약속하는 방법으로 광고하여서는 아니 된다.
5. 변호사는 제3자가 이 규정에 위반하여 변호사업무에 관한 정보를 전달하거나 표시행위를 함에 대하여 금품 기타 이익을 공여하거나 공여를 약속하여서는 아니 된다.
6. 변호사는 다음 각호의 방법으로 광고할 수 없다.

(1) 자동차, 전동차, 기차, 선박, 비행기 기타 운송수단의 내 • 외부에 광고물을 비치, 부착, 게시하는 행위
(2) 현수막을 설치하거나, 애드벌룬, 도로상의 시설 등에 광고물을 비치, 부착, 게시하는 행위: 따라서 법무법인이 입주자들이 공유로 사용하는 복도에 변호사들의 약력을 기재한 간판을 설치하는 것은 허용되지 않는다.
(3) 광고 전단, 명함 기타 광고물을 신문 기타 다른 매체에 끼워 배포하거나, 공공장소에서 불특정 다수에게 나누어주거나, 차량, 비행기 등을 이용하여 살포하거나 불특정 다수인에게 제공하기 위하여 옥내나 가로상에 비치하는 행위
(4) 확성기, 샌드위치맨, 어깨띠 등을 사용하여 광고하는 행위
(5) 기타 위 각호의 1에 준하는 변호사의 품위를 손상시키는 광고방법으로서 별도의 세부기준이 정하는 광고

##### 광고내용의 제한
- 변호사가 서비스의 가격(수임료)을 제시하여 광고하는 행위를 제한하는 규정은 없고 변호사는 광고주체인 자기 또는 구성원에 관한 광고만을 할 수 있으므로 고문변호사가 법무법인 자신 또는 그 구성원이 아닌 이상 구성원 아닌 다른 변호사를 광고하는 것은 변호사법 제23조 제1항 규정에 어긋난다.[20]
- 변리사법은 변리사 등록을 한 변호사에게 변리사 명칭을 상용하는 반면 세무대리 업무는 변호사로서 업무에 해당하므로 세무사등록부에 등록을 하지 않는 변호사도 세무사 명칭을 사용할 수 없다.[21]

##### 인터넷 등을 이용한 변호사업무 광고기준
인터넷 등을 이용하여 홈페이지의 링크 및 키위드 검색 등을 통한 변호사의 인터넷 홈페이지를 소개하는 방식에 의한 광고는 허용된다.

### 변호사의 업무
- 변호사가 상호등기신청을 하는 경우 등기관은 그 신청을 각하하여야 한다.
- 변호사는 상가의 분양 및 임대에 관하여 분쟁이 발생한 이해관계인들 사이에 화해, 합의서, 분양계약서의 작성 및 등기사무 등을 처리할 수 있다.

##### 소송위임
- 피사취수표와 관련된 본안소송을 위임받은 변호사가 사고신고 담보금에 대한 권리보전조치의 위임을 별도로 받은 바 없다면 적극적으로 사고신고담보금에 대한 권리 보전조치로서 지급은행에 소송계속중임을 증명하는 서면을 제출하여야 할 의무가 있다고 볼 수는 없다.
- 미성년자가 부모의 동의를 얻어 변호사와 위임계약을 체결하는 경우 변호사는 소송대리권을 가질 수 없다.
- 위임계약이 체결되지 않는 상황에서도 예외적으로 변호사가 법조전문직으로 상담에 응하여 일정한 상담과 설명 조언 또는 협의를 한 경우에는 양자 사이에 신뢰관계가 형성되었으므로 단순히 상담만을 한 경우에도 변호사의 책임을 긍정할 수 있다.
- 의뢰인은 소송위임은 단독소송행위로서 그 기초관계인 의뢰인과 변호사 사이의 사법상의 위임계약과 성격을 달리한다.[22]

##### 소송업무
- 변호사는 수임사건의 상대방에 변호사가 선임되어 있는 경우에는 특별한 사정이 없으면 상대방 본인과 직접 접촉하여서는 아니 된다.
- 변호사는 소송사무 이외의 일반법률사무에 관하여도 수임장부를 작성하되, 수임일자, 위임인, 수임사무 내용 등을 기재한 장부를 제1항의 장부와 별도로 작성 보관할 수 있다.

##### 이익충돌회피의무
- 변호사는 계쟁권리를 양수할 수 없으나 계쟁목적물은 계쟁권리가 아니므로 변호사가 양수할 수 있다.
- 제1심에서 피고를 대리한 변호사가 항소심에서 원고의 소송 대리를 하는 것처럼 변론이익충돌 회피의무를 위반한 변호사의 소송대리행위는 상대방 당사자가 이 사실을 알았거나 알 수 있었음에도 불구하고 사실심 변론종결시까지 아무런 이의를 제기하지 않으면 유효하다.[23]
- 동일 사건에서 변호사에 의한 의뢰인의 쌍방대리는 원칙적으로 허용되지 않으나, 변호사가 미리 양 당사자에게 그 사실을 고지하고 당사자 쌍방이 서면으로 동의하고 그 이해가 명백히 일치하면 가능하다[24]
- 변호사는 자신과 친족관계가 있는 다른 변호사가 수임하고 있는 사건에서 대립되는 당사자로부터 사건을 수임 할 수 없으나 의뢰인이 양해한 경우에는 예외로 가능하다.[25]

##### 휴업중인 변호사의 의무
- 휴업 중인 변호사로서 전임교수직에 있는 사람은 법과전문대학 내에 법률사무소를 개설하여 사건을 수임하여 처리할 수 없으나 법과전문대학 내에서 무료법률상담과 국선변호활동을 하는 것은 허용되고 변호사로 영업 중인 겸임교수라면 소송업무를 수행하는 것은 변호사법상 문제될 것은 없다.

##### 사무직원의 행위에 대한 책임
변호사는 사무직원(예:사무장)을 통하여 행위를 하더라도 그 변호사는 징계사유가 존재한다.

### 겸업금지
- 변호사가 국회의원에 당선되는 경우 휴업을 할 필요가 없다.
- 변호사 사무실 외에 별도로 취득한 공인중개사 자격에 의한 공인중개사사무실의 설치 운영은 이중사무소개설금지 원칙에저촉되지 않는다.

### 부당한 사건유치 금지
변호사윤리장전 제9조도 변호사는 사건의 알선을 업으로 하는 자로부터 사건의 소개를 받거나, 이러한 자를 이용하거나, 이러한 자에게 자기의 명의를 이용하게 하는 일체의 행위를 금지하고 있다. 강간사건의 피고인 B의 친구 C(변호사 甲과 전혀 모르는 사이)가 변호사 甲에게 B의 사건을 의뢰고 변호사 甲은 감사의 표시로 30만 원을 봉투에 넣어 C에게 주는 경우는 위법하다.

### 선관주의의무
- 소송수행의 사무처리를 위임받은 변호사 구두변론기일에 2 회 불참석함으로 인하여 소취하간주로 되고 위임자 제소의 판결이 확정됨에 이르렀다 하면 수임자인 변호사는 위임의 본지에 따라 선량한 관리자의 주의로써 위임사무를 처리할 의무를 위배한 경우에 해당한다.[27]
- 사해행위취소소송의 소송대리를 수엄한 변호사는 의뢰인을 위하여 실질적인 채권 확보가 가능하도록 보전처분의 필요성과 그 절차 동에 관하여 충분히 설명을 하여 보전조치가 이루어지도록 할 주의의무가 있으므로 이를 소홀히 하여 책임재산을 확보할 수 없게 되었다면 변호사로서는 선관주의의무 위반을 이유로 의뢰인에게 그로 인한 손해를 배상할 책임이 었다.[28]

### 변호사의 징계
- 변호사징계규칙에 의하여 출석 경위서 및 소명자료제출 등의 요구를 받고도 2회 이상 불응한 경우는 징계사유가 된다.
- 휴업신고를 한 변호사가 법률관련 업무를 수행하지 않는 경우에도 징계의 대상이 된다.

### 변호사의 보수
- 변호사는 서면에 의한 명백한 약정이 있는 경우가 아니면 공탁금 보증금 기타의 보관금 등을 보수로 전환하여서는 아니된다.[29]
- 사무처리 정도에 맞추어 착수금의 일부를 반환한다.
- 법률사무에 관한 위임계약에 있어 변호인에게 계쟁사건의 처리를 위임함에 있어서 보수지급 및 수액에 관하여 명시적인 약정을 아니하였다 하여도, 무보수로 한다는 동 특별한 사정이 없는 한 응분의 보수를 지급할 묵시의 약정이 있는 것으로 봄이 상당하다[30]

### 공익활동 의무
- 상당한 보수를 받게 되면 법령 등에 의해 관공서로부터 위촉받은 사항에 관한 활동은 공익활동으로 인정되지 않는다.
- 개인회원은 공익활동 중 적어도 하나 이상을 선택하여 연간 일정 시간(30시간) 이상 행하여야 한다.
- 법조경력이 2년 미만이거나 60세 이상인 회원 질병 등으로 정상적인 변호사 업무를 수행할 수 없는 회원과 기타 공익활동을 수행할 수 없는 정당한 사유가 있는 회원은 공익활동 의무를 면제한다.

### 검사의 윤리
- 검사는 구체적 사건과 관련된 상급자의 지휘감독의 적법성이나 정당성에 이견이 있을 때에는 절차에 따라서 이의를 제기할 수 있다.
- 검사는 금전상의 이익을 목적으로 하는 업무에 종사할 수 없고 보수를 받는 직무에 종사하는 경우에 법무부장관의 허가가 필요하다.
- 징계는 징계사유가 있는 날부터 3년(금품 및 향응 수수 공금의횡령 유용의경우에는 5년)이 경과하면 이를 청구하지 못한다.[31]
- 검사가 외부에 자신의 상사를 비판하는 의견을 발표한 경우, 이는 징계사유에 해당한다.
- 검사는 수사 등 직무와 관련된 사항에 관하여 검사의 직함을 사용하여 대외적으로 그 내용이나 의견을 기고발표하는 등 공표할 때에는 소속 기관장의 승인을 받는다.
- 검사의 처분이 경험칙이나 논리칙에 비추어 도저히 그 합리성을 긍정할 수 없는 정도에 이른 경우에는 국가배상 책임을 부담한다.

### 법관의 윤리
- 법관이 재직 중 국회의원에 당선되면 징계사유가 된다.
- 법관은 교육이나 학술 또는 정확한 보도를 위한 경우를 제외하고는 구체적 사건에 관하여 공개적으로 논평하거나 의견을 표명하지 아니한다.[32]
- 법관이 징계위원회에 대하여 불복하고자 징계처분이 있음을 안 날부터 14일 이내에 전심절차를 경유하지 아니하고 대법원에 징계처분의 취소를 청구하여야 한다.

### 법무법인
- 법무법인은 설립인가를 받으면 2주일 이내에 설립등기를 하여야 하며 3명 이상의 변호사로 구성하며, 그중 1명 이상이 통산하여 10년 이상 법조경력이 있어야 한다.[33]
- 법무법인의 구성원과 구성원 아닌 소속 변호사는 법무법인 외에 따로 법률사무소를 둘 수 없다. 하지만 외국의 분사무소의 경우 현행 변호사법상 명문의 금지규정을 두고 있지 아니한 이상 중국에 법률사무소를 두는 것은 변호사법의 이중사무소설치금지규정에 위반된다고 보기는 어렵다.[34]
- 법무법인의 경우 법무법인 자체가 수임의 당사자가 된다.
- 법무법인의 자산으로 채무를 완제하지 못한 경우 구성원 변호사는 법무법인과 연대하여 책임을 진다.
- 법무법인 유한의 담당변호사가 수임사건에 관하여 고의 또는 과실로 그 수임사건의 위임인에게 손해를 발생시킨 경우, 그 담당변호사를 직접 지휘 감독한 구성원은 면책되지 않는다.
- 법무법인의 분사무소는 개 이상 둘 수 있다.

### 사내변호사
사내변호사는 개업변호사와 달리 고용관계에 있음으로 법률사무라도 계약서 동 작성업무는 결과를 완성사킬 도급계약에 해당한다.

## 미국의 법조윤리

### 한국 법조윤리와 차이점

##### 소송대리
한국은 지배인이 주식회사의 소송대리를 할 수 있으나 미국은 개인과 달리 변호사가 소송대리를 하여야 한다.

##### 품위유지의무
한국의 경우 윤리규칙 제2조에서 직무의 내외를 불문하고 품위를 해하여서는 아니된다고 하고 품위손상행위를 징계대상으로 삼고 있으나 미국의 경우, 이에 대응되는 규정이 없고 또 범죄를 저지른 경우에도 변호사 활동에 부정적인 영향이 없는 경우 징계대상이 되지 않는다. 징계대상이 되는 범죄는 변호사의 정직, 신뢰성이나 적합성에 부정적인 영향을 끼치는 범죄로 한정이 된다.

##### 공익활동의무
한국에서는 매년 일정시간 공익활동에 종사하여야 하나 미국 변호사협회 모범규정은 50시간의 공익활동을 장려할 뿐이다.

##### 비밀유지의무
미국에서는 변호사와 의뢰인 혹은 제3자간 법적 다툼에서 변호사의 방어에 필요한 경우 의뢰인의 비밀을 필요한 만큼 공개할 수 있다. 연방법률인 사베인스 옥슬리법을 위반을 발견한 기업의 증권법 변호사는 반드시 기업의 총법률임원(CLO)에 반드시 보고를 해야 한다.(변호사협회 모범규범이 재량으로 하고 있는 것과 다르다)

##### 진실의무
미국의 진실의무는 비밀유지의무에 의해 제한될 수 있다. 예를 들어 증거가 거짓임을 안 A 변호사가 다른 B변호사에게 그러한 증거제출에 대하여 상의를 한 후 제출 안 하겠다고 하고 실제로 법정에서는 제출한 경우, 비록 B변호사는 그러한 증거가 거짓임을 알지만, 의뢰인에 대한 비밀의무에 입각하여 보고하면 안된다. 즉, 의뢰인에 대한 비밀의무에 의해 보호받는 정보는 아무리 변호사가 비위행위를 하였다고 하더라도 보고하면 안된다.

##### 광고
- 일반적으로 광고는 허용되면 허위나 오인할 소지가 있는 내용을 광고하여서는 안된다.
- 미국에서는 인쇄광고를 할 때 친척이나 친구, 전 의뢰인 등을 제외하고는 반드시 "광고물"이라는 표기를 하여야 한다.
- 한국의 전문분야등록 변호사제도는 그 등록 요건이 까다롭지 않고 심사기준이 엄격하지 아니하여 일정한 분야에 관한 사건을 수임하여 취급한 경력과 이에 관한 연수 참여 경력 등을 고려하여 등록을 받아주고 있다[35] 미국의 경우, 전문가나 전문분야라는 명칭을 광고에 사용하는 것은 허용되나 인증받은 전문가나 전문분야라는 명칭을 쓰기 위해서는 주변호사협회가 정한 전문분야에 대하여 엄격한 요건증명을 요구한다.
- 미국변호사는 변호사회의 허가없이도 불특정 다수인에게 팩스, 우편, 전자우편 또는 문자메시지 등을 보내거나 이에 준하는 방법을 이용하여 광고를 할 수 있다.
- 미국변호사는 자동차, 전동차, 기차, 선박, 비행기 기타 운송수단의 내 • 외부에 광고물을 비치, 부착, 게시하는 행위, 현수막을 설치하거나, 애드벌룬, 도로상의 시설 등에 광고물을 비치, 부착, 게시하는 행위, 광고 전단, 명함 기타 광고물을 신문 기타 다른 매체에 끼워 배포하거나, 공공장소에서 불특정 다수에게 나누어주거나, 차량, 비행기 등을 이용하여 살포하거나 불특정 다수인에게 제공하기 위하여 옥내나 가로상에 비치하는 행위, 확성기, 샌드위치맨, 어깨띠 등을 사용하여 광고하는 행위 등을 할 수 있다.
- 대면, 실시간으로 전화나 전자식 접촉을 통해 잠재적 의뢰인을 먼저 접촉하여서는 아니된다.

###### 캘리포니아주 예외사항
- 광고물을 사용후 사본을 2년간 보관하여야 한다.
- 광고물 혹은 전단지임이 표시되어야 하나 특정 문구를 사용할 필요는 없다.
- 보장, 보증, 결과를 장담하는 것은 혹은 결과에 대한 보장, 보증, 장담이 아나라는 고지가 없는 의뢰인의 평이나 추천은 금지된다.
- 현재 심리적으로 약하고 무방비 상태에 있어 합리적인 판단이 어려운 잠재적 의뢰인으로 상대로 광고하는 것
- 사고현장이나 병원 혹은 치료시설로 가는 도중 정보를 전달하는 행위
- 연출된 내용을 연출이라는 고지 없이 전달하는 것

##### 법관의 의무
한국은 법관이 모두 임명직인 것과 달리 미국은 선출직인 경우가 흔하기 때문에 법관선거에 대한 규정이 별도로 존재한다.

##### 미국의 허용사항
- 규정을 준수하여 법관선거위원회를 설립
- 광고, 웹사이트, 다른 인쇄물을 통해 자신의 선거출마를 알리는 것
- 공개적으로 자신이 출마한 선거의 타후보를 지지나 반대하는 것
- 정치단체가 후원하거나 선거출마후보가 후원하는 저녁모임이나 행사에 참여하거나 티켓구입
- 정치단체를 제외한 사람이나 단체의 지지를 얻기 위해 노력하거나 얻거나 사용하는 행위
- 제한적인 재정적 후원을 정치단체나 출마후보에게 하는 행위

## 참고 문헌
- 박준, 판례로 본 미국의 변호사 윤리, 2012. ISBN 978-89-8410-445-7
- 정형근, 『법조윤리강의』, 박영사, 2011. ISBN 978-89-6454-706-9
- 박준, 판례 법조윤리, 소화, 2011. ISBN 978-89-8410-398-6
- 김희수, 법조윤리, 박영사. 2011. ISBN 978-89-6454-675-8
- 법조윤리 법령집 (2011), 한상희, 2011. ISBN 978-89-6454-702-1
- 도재형, 법조윤리 입문, 2011. ISBN 978-89-7300-911-4
- 박휴상, 법조윤리, 피데스, 2010. ISBN 978-89-6479-008-3
- 최진안, 법조윤리, 2010. ISBN 978-89-8411-309-1
- 한인섭, 법조윤리, 박영사, 2010. ISBN 978-89-7189-478-1

## 같이 보기
- 변호사
- 법조윤리시험
- 전미법조윤리시험